# Rubena
Rubena ist eine 219 Einwohner (Stand: 2024) zählende Gemeinde der Provinz Burgos in der Autonomen Gemeinschaft Kastilien-León (Castilla y León), Spanien. Sie gehört zur Comarca Alfoz de Burgos.

## Lage
Rubena liegt etwa neun Kilometer ostnordöstlich vom Stadtzentrum von Burgos am Río Vena. Durch die Gemeinde führt die Autopista AP-1, die hier an die Autovía A-1 anschließt.
Rubena liegt am Camino Francés, dem spanischen Teil des Jakobswegs. 

## Bevölkerungsentwicklung
| Jahr      | 1970 | 1981 | 1991 | 2001 | 2011 | 2021 |
| Einwohner | 193  | 135  | 165  | 171  | 182  | 193  |

## Sehenswürdigkeiten

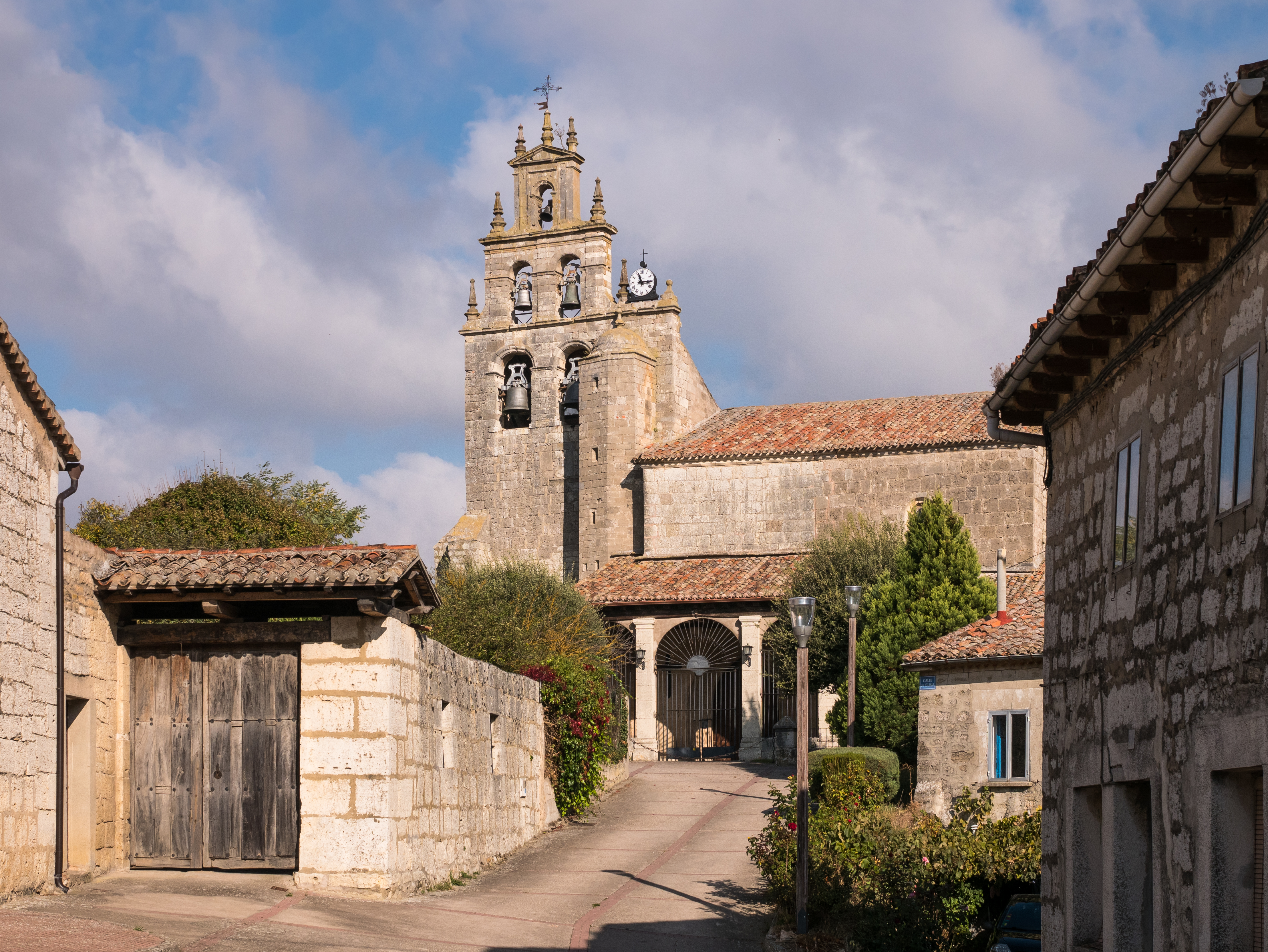
Kirche Mariä Himmelfahrt

- Kirche Mariä Himmelfahrt